# Multifunctional Information Distribution System
Multifunctional Information Distribution System (MIDS; deutsch Multi-Funktionales Informationsverteilungssystem) ist ein militärisches Funksystem, das mit dem Zeitmultiplexverfahren (TDMA) im Frequenzbereich 960–1215 MHz arbeitet.
MIDS ist die verbesserte Version des von den USA entwickelten JTIDS und mit diesem weitgehend kompatibel.

## Einsatz
Ursprünglich für die Streitkräfte der USA entwickelt, wird das System heute unter anderem im Gesamtbereich der NATO-Luftverteidigung genutzt. Es operiert im Frequenzbereich 960 – 1215 MHz, der gemäß VO Funk dem Flugnavigationsfunkdienst als Primärnutzer weltweit zugewiesen ist. Außerdem ist dieser Frequenzbereich auf weltweiter Basis der Benutzung und Entwicklung elektronischer Flugnavigationshilfen an Bord von Luftfahrzeugen sowie der Benutzung und Entwicklung der zugehörigen Einrichtungen an Bord vorbehalten. Deshalb verfügt das Gesamtsystem MIDS/JTIDS in NATO-Europa nur über eine Frequenzverfügbarkeit mit Einschränkungen und Auflagen.

## Leistungsmerkmale
1. Datenfunk, Tactical Data Link 16,
2. Sichere, digitale Sprachübertragung,
3. Flugnavigation (Tactical Air Navigation, TACAN),
4. Relative Navigation,
5. Identifizierung (Precise Participant Location and Identification, PPLI).

MIDS-Terminals werden bei der Luftwaffe, der Marine und beim Heer eingesetzt. Die technischen Eigenschaften des MIDS-Terminals sind im Standardization Agreement (STANAG) 4175 spezifiziert.
Eine querschnittlich verwendete Variante des MIDS ist das MIDS Low Volume Terminal (MIDS-LVT), welches durch die USA, Frankreich, Deutschland, Italien und Spanien finanziert und von MIDSCO, einem Joint-Venture zwischen Thomson-CSF, GEC, Siemens, Italtel und Enosa, entwickelt wurde. Nach Herstellung der Serienreife ging die Produktion an Viasat Inc., DataLinkSolution und EuroMIDS über. EuroMIDS, ein Joint-Venture der europäischen Rüstungsfirmen EADS (Deutschland), SELEX (Italien), THALES (Frankreich) und INDRA (Spanien), stellt MIDS-LVT überwiegend für europäische MIDS-Nutzer her. Als Nachfolger des MIDS-LVT wird derzeit unter amerikanischer Führung das MIDS-JTRS (MIDS Joint Tactical Radio System) entwickelt. In Deutschland wird das MIDS-LVT von allen militärischen Organisationsbereichen genutzt. Das Waffensystemkommando der Luftwaffe -Dezernat VI 1- (WaSysKdoLw VI 1) hatte hierfür die Nutzungssteuerung bis 2012 inne.

## Technisches Prinzip
MIDS nutzt zur Informationsübertragung ein Zeitmultiplexverfahren (Time Division Multiple Access, TDMA) im Frequenzband 960 – 1215 MHz. Das MIDS Terminal wechselt dabei in sehr schneller Folge zwischen 51 verschiedenen Arbeitsfrequenzen (Frequency Hopping Spread Spectrum, FHSS, Auswahl im Pseudo-Random Verfahren), um seine Informationen zu senden beziehungsweise zu empfangen. Basis ist dabei ein periodisch wiederholter 12-Sekunden-Zeitraum, der Frame; die kleinste, einem bestimmten Terminal zugeordnete Informationseinheit wird time slot genannt. Innerhalb des Time Slot wird zudem noch in pulses die Frequenz gewechselt. Die Abfolge, in der die einzelnen Arbeitsfrequenzen durchlaufen werden, wird durch einen Schlüsselalgorithmus definiert.
Der Träger wird zusätzlich mit einem pseudozufälligen Rauschmuster moduliert (Direct Sequence Spread Spectrum, DSSS), welches nur durch einen Kryptoschlüssel, der nur verbündeten Kräften vorliegt, wieder entfernt werden kann. Dieser Schlüssel dient auch der Ermittlung der Sende- und Empfangsfrequenz sowie dem Verschlüsseln des Datenstroms.
Durch das Verteilen des Signales in Verbindung mit redundanter Aussendung und zusätzlichen Fehlerkorrekturdaten nach dem Reed-Solomon-Verfahren stellt MIDS eine zuverlässige, sichere und nur schwer störbare Datenfunkverbindung bereit. Je nach Aufwand bei der Fehlerkorrektur lassen sich in der Praxis Datenraten zwischen 57 und 114 kbit/s erreichen.
In der Regel sendet in jedem Time Slot stets nur ein Terminal (dedicated access), jedoch gibt es zur Netzwerkoptimierung auch Verfahren, bei dem bestimmte Time Slots von jedem beliebigen Terminal bei Bedarf genutzt werden dürfen (contention access). Dies gilt vor allem für Informationen, bei denen es aufgrund einer hohen Wiederholrate nicht auf die zuverlässige Übertragung zu einem bestimmten Zeitpunkt ankommt, insbesondere bei digitaler Sprachübermittlung.
Da zu jedem Zeitpunkt die Terminals immer nur auf einer der verfügbaren Frequenzen senden, ist durch eine intelligente Schachtelung/Zuteilung der Time Slots die Schaffung verschiedener, voneinander unabhängiger Teilnetze möglich, die nicht miteinander interferieren. In der Praxis ist dies aber stark begrenzt, da mit der Nutzung von Multi-Netting der Energieeintrag in das Frequenzband (time slot duty factor) so erhöht wird, dass Gefahr besteht, die im gleichen Frequenzband angesiedelten Frequenzen der zivilen Flugsicherung (DME, IFF) zu stören. Die erlaubten Obergrenzen sind in nationalen Frequenzfreigaben niedergelegt, die jeweils für einen bestimmten Flugsicherungsbereich (Flight Information Region, FIR) gelten.
Die Zuordnung der Time Slots zu bestimmten Terminals erfolgt durch das MIDS network design. Dieses bestimmt, wann ein MIDS-Terminal auf welchem Time Slot lauschen beziehungsweise senden darf. Das MIDS-Netzwerk wird in digitaler Form in das Terminal geladen und konfiguriert den Sprungfrequenzsender gemäß den Designvorgaben.
Damit sich die einzelnen Datenpakete nicht überschneiden, benötigen MIDS-Terminals zur Identifizierung des korrekten Zeitpunktes des Sendens ein Zeitnormal, die net time reference (NTR). Eines der Terminals im Netzwerk arbeitet als NTR. Die von ihm versendeten Zeitzeichen gelten per Definition als korrekt. Die übrigen Terminals justieren ihre internen Uhren danach. Je nach Fortschritt des Synchronisierungsprozesses befinden sich die Terminals in den Zuständen:
- starting net entry (Synchronisierung beginnt)
- coarse sync (Grobsynchronisierung erreicht, ab hier ist Datenempfang möglich)
- fine sync (Feinsynchronisierung erreicht, nur hier ist ein Senden möglich)

Die NTR selbst bezieht ihre Zeit üblicherweise aus einem verbindlichen Zeitnormal wie zum Beispiel der GPS-Zeit.
Zur Vermeidung der Abhängigkeit von der lokalen Zeitreferenz NTR bieten MIDS-Terminals mittlerweile auch die Möglichkeit der External Time Reference (ETR). Hierfür ist aber auf jeder MIDS-Plattform ein hochgenaues Zeitnormal wie beispielsweise GPS zwingend erforderlich.
Die Mischung von ETR- und NTR-basierten Netzwerken ist möglich, sofern ein ETR-Terminal als NTR für diejenigen Netzwerkteilnehmer ausgewählt ist, die das ETR-Verfahren nicht anwenden können.

## Dienste des MIDS
Die im Folgenden aufgeführten Kommunikationsdienste können von MIDS gleichzeitig ausgeführt werden, wobei sich die einzelnen Dienste die Bandbreite untereinander teilen:

### Data Link
Taktische Informationen werden gemäß Link 16-Standard in „fixed format messages“ übertragen. Die hier übertragenen Informationen werden an das Führungssystem übermittelt, in welches das MIDS integriert ist.

### Secure Voice
MIDS bietet zwei verschlüsselte digitale Sprechfunkkanäle, die in 127 unterschiedlichen virtuellen Kanälen genutzt werden können. Abhängig von der zur Verfügung stehenden Bandbreite können Modulationsgeschwindigkeiten bis zu 16 kbit/s zur Anwendung kommen. Audioinformationen werden in „free format messages“ übertragen.

### TACAN
MIDS enthält als Hardwaremodul einen vollwertigen TACAN-Steckkartensatz. Das Terminal ist einbaukompatibel (fit in form & function) mit vielen militärischen TACAN-Empfängern.

### Relative Navigation
MIDS enthält komplexe Algorithmen zur Auswertung und Kalman-Filterung empfangener anderer MIDS-Signale. Die daraus errechnete korrigierte Eigenposition wird wiederum mittels der Link-16-PPLI-Nachricht ausgestrahlt.
Relative Navigation sollte ursprünglich vor allem Luftfahrzeugen zu einer verbesserten Positionsgenauigkeit verhelfen. Durch die mittlerweile weite Verbreitung von GPS ist diese Funktion allerdings nicht mehr so wichtig wie früher.